# Wilhelm Schwaner
Christian Louis Wilhelm Schwaner (* 10. November 1863 in Korbach; † 13. Dezember 1944 in Rattlar; Pseudonyme: Christian Bach, Wilm Har(d)t, Wilm Schwan) war ein deutscher Volksschullehrer, Journalist, Publizist und Verleger, der innerhalb der völkischen Bewegung in der ersten Hälfte des 20. Jahrhunderts eine wichtige Rolle spielte. Er war Vorsitzender des Bundes deutscher Volkserzieher und langjähriger Herausgeber und Chefredakteur der Zeitschrift Der Volkserzieher.

## Leben

### Jugend
Wilhelm Schwaner wurde 1863 als Sohn des Sattlermeisters Heinrich Schwaner und von Christiane Schwaner, geb. Schönhardt, in Korbach im Fürstentum Waldeck geboren. Seine Mutter starb infolge der Geburt am 18. November. Aus einer zweiten Ehe des Vaters gingen zehn weitere Kinder hervor. Ab 1877 besuchte Schwaner das Fürstlich Waldecksche Gymnasium in Korbach und wurde im April 1881 in die Präparandenanstalt Herborn aufgenommen. Von 1882 bis Januar 1885 besuchte er das Lehrerseminar in Homberg an der Efze. Seine erste Stelle als Volksschullehrer trat er am 1. April 1885 im waldeckischen Bergdorf Schweinsbühl an. 1887 wurde Schwaner nach Rattlar (Upland) versetzt. Er heiratete 1889 im Alter von 25 Jahren in Korbach seine Cousine Auguste Schwalenstöcker. Aus der Ehe ging ein Sohn namens Friedrich (1890–1930) hervor. Ab Herbst 1890 unterrichtete Schwaner zusätzlich im Nachbardorf Usseln.
Schwaner begann wenig später, sich für Moritz von Egidy und dessen Kampf für ein überkonfessionelles und undogmatisches nationales Christentum zu engagieren. Sein Engagement führte zu Konflikten mit der kirchlichen Schulbehörde. Wenig später starb seine Frau Auguste. In dieser krisenhaften Lebenssituation trat Schwaner 1893 der preußischen Freimaurerloge „Kaiser Friedrich zur Bundestreue“ (Berlin) bei, die er aus Enttäuschung über die Haltung der übrigen Mitglieder nach sechs Wochen wieder verließ. Ein Jahr später heiratete Schwaner in Mönchengladbach Hermine Kraus, die Stiefschwester eines Pflegekindes, das Schwaner im Frühjahr 1894 bei sich aufgenommen hatte. Da seine Ehefrau psychisch krank war, wurde die Ehe nach wenigen Jahren geschieden.

### Völkischer Schriftsteller
Am 1. Oktober 1894 verließ Schwaner den ungeliebten Schuldienst und wurde Redakteur beim General-Anzeiger für Schleswig-Holstein (seit Mai 1895: Kieler Neueste Nachrichten) in Kiel. Herausgeber der Zeitung war Johannes Lehmann-Hohenberg, ein Mitarbeiter Moritz von Egidys. Zwei Jahre später übernahm Schwaner die Chefredaktion der Tageszeitung Berliner Reform in Berlin. Als Herausgeber Martin Glünicke Selbstmord beging, wurde die Zeitung im März 1897 wieder eingestellt. Von März bis Mai 1897 verbrachte Schwaner drei Monate im Gefängnis Plötzensee, weil unter seiner redaktionellen Verantwortung in den Kieler Neuesten Nachrichten ein Schulrat beleidigt worden war. Nach Verbüßung der Gefängnisstrafe widmete sich Schwaner einem neuen Projekt: Er rief im Sommer 1897 die Zeitschrift Der Volkserzieher. Blatt für Familie, Schule und öffentliches Leben ins Leben.
1899 heiratete der 36-jährige Schwaner in Berlin die drei Jahre ältere Kunstmalerin Antonie Pfüller (5. Oktober 1860 – 3. April 1928), ebenfalls Anhängerin Moritz von Egidys. Aus der Ehe ging eine Tochter, Anneliese gen. Annlies hervor (4. April 1901 – 22. Februar 1985), die später Alfred Ehrentreich heiratete. Zusammen mit Wilhelm Bölsche, Otto Feld, Theodor Kappstein und Bruno Wille gründete Schwaner 1902 die Freie Hochschule in Berlin-Friedrichshagen. 1904 zog sich Schwaner – auch auf Grund politischer Differenzen – aus dieser Einrichtung der Erwachsenenbildung zurück. Seine erste Publikation Das Buch Schulmeister, Volkserzieher, Selbsterzieher. Züge und Briefe aus dem Leben und den Schriften eines deutschen Volkserziehers, das neben Texten Schwaners auch Beiträge von Mitarbeitern des Volkserziehers enthielt, erschien im Dezember 1902. Zwei Jahre später veröffentlichte Schwaner eine von ihm zusammengestellte Kompilation völkischer Texte unter dem Titel Germanenbibel, die rasch zu einem Verkaufserfolg wurde. 1906 gehörte Schwaner zu den Mitbegründern des Deutschen Monistenbundes, dessen Ehrenvorsitzender der Zoologe Ernst Haeckel wurde. Im Herbst 1906 zog Schwaner mit seiner Familie, dem Volkserzieher-Verlag und der Volkserzieher-Buchhandlung nach Berlin-Schlachtensee, Mariannenstraße 3.
1907 erschien im Titel des Volkserziehers erstmals das (rechtsdrehende) Hakenkreuz. 1909 bezog der 46-jährige Schwaner mit Familie eine eigene Villa in Berlin-Schlachtensee, Krottnaurerstraße 7. Am 23. April dieses Jahres konstituierte sich – nach einer fehlgeschlagenen Gründung zwei Jahre zuvor – der Bund deutscher Volkserzieher neu. Im selben Jahr ließ Schwaner bei Rattlar ein Svantehus genanntes Ferienhaus errichten, wohin er sich in den Folgejahren während der Sommermonate regelmäßig zurückzog.
1912 wurde Schwaner Mitglied des völkisch-religiösen „Deutschen Ordens“ (gegr. 1911 von Otto Sigfrid Reuter) und des Deutschvölkischen Schriftstellerverbandes (gegr. 1910 von Philipp Stauff). Schwaner trat auch der ariosophischen Guido-von-List-Gesellschaft und deren innerem Kreis, dem Hohen Armanen Orden, bei. Im selben Jahr wurde unter Führung von Schwaner und Ludwig Fahrenkrog in Rattlar die Germanisch-deutsche Religionsgemeinschaft (G.D.R.G.) gegründet, im August 1913 in Germanische Glaubens-Gemeinschaft umbenannt. Auf dem 705 Meter hohen Hermannsberg bei Rattlar wurde Pfingsten 1912 der (bis heute an Ort und Stelle erhaltene) Hermannstein eingeweiht, ein großer quadratischer Feueraltar mit Sonnenrad und einem (nicht erhaltenen) hölzernen Runentor. Diese Altaranlage war als Feierstätte des „Bundes deutscher Volkserzieher“ und der „Germanisch-deutschen Religions-Gemeinschaft“ errichtet worden. Bei der Einweihung waren neben Schwaner auch Karl Engelhard, Ludwig Fahrenkrog, Gustav Simons, Philipp Stauff und Carl Weißleder zugegen.
Nach Streitigkeiten, die sich unter anderem daran entzündeten, dass Schwaner an einer christlichen Gottesvorstellung festhielt, verließ er die Germanisch-deutsche Religionsgemeinschaft wieder und kappte alle Verbindungen zu völkisch-religiösen Gruppierungen. Im Dezember 1913 nahm er stattdessen brieflichen Kontakt zu Walther Rathenau auf, mit dem er sich in der Folge in regelmäßigen Abständen traf und mit dem er eine intensive Korrespondenz begann. Schwaner distanzierte sich zunehmend von den schlimmsten Auswüchsen des Antisemitismus. Mutmaßungen, dass es ein homosexuelles Verhältnis zwischen beiden gegeben habe, sind durch den mittlerweile vorliegenden vollständigen Briefwechsel beider widerlegt.

### Im Hermannshaus bei Rattlar ab 1914
Am 31. Mai 1914 wurde das Hermannshaus bei Rattlar, durch Spenden von Mitgliedern finanziert und bereits im Vorjahr errichtet, als Bundesheim der Volkserzieher eingeweiht. Den Beginn des Ersten Weltkriegs begrüßte Schwaner wie viele seiner Gesinnungsgenossen. Noch im Dezember 1916 veröffentlichte er die kriegsverherrlichende Schrift Weltscheiding. Erlebnis und Ergebnis. Die Zeitschrift Der Volkserzieher ließ er während des Jahres 1917 unter dem neuen Titel Der Deutschmeister erscheinen, bevor sie zum Jahresende wieder zum ursprünglichen Titel zurückkehrte. Dies lag an Schwaners „Konversion“, innerhalb der er – angeregt durch die Lektüre Malwida von Meysenbugs, Giuseppe Mazzinis und Alexander Herzens – seine nationalistisch-positive Sicht des Krieges zu diesem Zeitpunkt überwand. Zu Weihnachten 1917 gründeten Schwaner und Adolf Richter den Deutschmeister-Orden (DOM), dessen erster „Hochmeister“ Schwaner wurde. Auf Betreiben Schwaners trat auch Walther Rathenau – der ansonsten den Unternehmungen seines Freundes Schwaner distanziert gegenüberstand – dieser Vereinigung bei, was zu erneuten Irritationen innerhalb der völkischen Bewegung führte.
Die Ermordung Rathenaus, der von ihm als „Lichtgestalt“ verehrten Leitfigur, im Juni 1922 stürzte den 58-jährigen Schwaner, der in den Jahren ihrer Freundschaft erheblich unterstützt worden war, in tiefe Verzweiflung, die er in den folgenden Jahren nur langsam überwand. Sein Engagement für das demokratische Staatswesen verstärkte sich, und im Dezember 1926 bekannte er sich im Volkserzieher schließlich ausdrücklich zur Weimarer Republik, wenig später verschwand auch das Hakenkreuz aus dem Titel des Volkserziehers.
Nach dem Tod seiner Frau im Jahre 1928 und dem Verlust des Sohnes im Jahre 1930 verließ Schwaner Berlin und siedelte endgültig ins Svantehus bei Rattlar über. Für den Volkserzieher-Verlag hatte er dort 1929 ein eigenes Verlagsgebäude errichten lassen. Der Volkserzieher verschärfte in der Folge seine Kritik am Nationalsozialismus, gleichzeitig ließ Schwaner Sympathien für Artur Mahrauns Jungdeutschen Orden erkennen. 1933 rief er mit anderen Vertretern aus dem völkischen Lager zur Gründung der Deutschen Glaubensbewegung auf.

### Im NS-Staat
Im Gefolge der nationalsozialistischen „Machtergreifung“, die er mit gemischten Gefühlen beobachtete, wurde der 70-jährige Schwaner im Dezember 1933 Mitglied der Reichsschrifttumskammer, um weiterhin publizistisch tätig sein zu können. Die sechste Auflage seiner Germanenbibel erschien 1934 mit einem Vorwort des „Reichsleiters des NS-Lehrerbundes“ Hans Schemm. Ein Jahr später wurde der Bund deutscher Volkserzieher auf Druck der Nationalsozialisten in Bund für Deutschtum auf christlicher Grundlage umbenannt. Trotz dieses Entgegenkommens blieb Schwaner fortan in einer bedrohlichen Lage. So wurde er durch die hessische Gauleitung bei den entsprechenden NS-Stellen als „fanatischer NS-Gegner, Freimaurer, Judenfreund und Pazifist“ denunziert. Zu diesem Zeitpunkt setzte sich der mit Schwaner seit den Zwanzigerjahren bekannte NS-Funktionär Wilhelm Kube, damals Gauleiter und Oberpräsident der Provinz Brandenburg, für Schwaner ein. Trotzdem wurde Der Volkserzieher 1936 schließlich verboten, der Bund für Deutschtum auf christlicher Grundlage aufgelöst und das Vereinsvermögen beschlagnahmt (allerdings 1937 wieder freigegeben). Von November 1936 bis 1940 versandte Schwaner nun gedruckte bzw. vervielfältigte Rundbriefe – die sog. Schwanenbriefe – an seine verbliebenen Anhänger. Gleichzeitig stellte er im Winter 1936 73-jährig seine Autobiografie Wilmhart der Upländer fertig, die unveröffentlicht blieb.
Zu seinem 75. Geburtstag erhielt Schwaner Geburtstagsgrüße Hitlers und eine „Geburtstagsgabe“ von 200 Reichsmark. Die 7. und letzte Auflage der Germanen-Bibel erschien mit einem Geleitwort des Reichskirchenministers Hanns Kerrl. Ab 1942 erhielt der 79-jährige Schwaner von der Reichsschrifttumskammer eine monatliche Dauerrente von 100 Reichsmark, die über die Deutsche Schillerstiftung ausbezahlt wurde. Schwaner starb im Alter von 81 Jahren 1944 in Rattlar und wurde am 18. Dezember auf dem dortigen Friedhof beigesetzt.

## Nachweise
1. ↑  Stefan Breuer: Die Völkischen in Deutschland. Darmstadt 2008, S. 259
2. ↑  Hartung meint, das weitverbreitete Goethe-Buch Houston Stewart Chamberlains stelle einen damals einflussreichen Versuch dar, Goethe als den Schöpfer eines quasi-religiösen "Kults der Persönlichkeit" zu fassen. Dieser gipfelte in der Meinung, dass die künstlerische Tat letztlich den Künstler selbst "erschaffe". Gleichsam "völkisch kanonisiert" wurde diese religiöse Vereinnahmung Goethes durch seine Aufnahme in Schwaners "Germanen-Bibel"

| Personendaten    | Personendaten                                                                                           |
| ---------------- | --- |
| NAME             | Schwaner, Wilhelm                                                                                       |
| ALTERNATIVNAMEN  | Bach, Christian (Pseudonym); Hardt, Wilm (Pseudonym); Hardt, Wilm (Pseudonym); Schwan, Wilm (Pseudonym) |
| KURZBESCHREIBUNG | deutscher Volksschullehrer, Journalist, Publizist und Verleger                                          |
| GEBURTSDATUM     | 10. November 1863                                                                                       |
| GEBURTSORT       | Korbach                                                                                                 |
| STERBEDATUM      | 13. Dezember 1944                                                                                       |
| STERBEORT        | Rattlar                                                                                                 |